# Aphelandra mollissima
Aphelandra mollissima är en akantusväxtart som beskrevs av D. C. Wasshausen. Aphelandra mollissima ingår i släktet Aphelandra och familjen akantusväxter. Inga underarter finns listade i Catalogue of Life.